# 北京地铁SFM05型电动车组
北京地铁SFM05型电动车组是北京地铁的电动车组车款之一，目前在4号线和大兴线运营，配属于龙背村停车场、马家堡车辆段和南兆路车辆段。

## 简介
SFM05型列车由原南车青岛四方机车车辆制造，共86组516辆，分三批次交付。
- 一期列车（001-040）于2006年5月签订供货合同[8][9]，首两列车于2008年10月28日运抵北京地铁车辆厂[8]，所有一期列车于2009年9月28日起上线运营。
- 二期列车（061-093）为大兴线列车，于2009年7月签订供货合同[10]，2010年12月30日起上线运营。
- 三期列车（041-053）为4号线增购列车，于2011年启动采购工作[11]，2013年12月27日起陆续上线运营[12]。

## 列车编组
|                                                                                                | SFM05 ←安河桥北方向天宫院方向→ |                       |            |         |                       |         |
| 车辆编号                                                                                       | 1                              | 2                     | 3          | 4       | 5                     | 6       |
| 车厢型号                                                                                       | SFM05Tc                        | SFM05M0               | SFM05M1    | SFM05T0 | SFM05M2               | SFM05Tc |
| 集电靴                                                                                         | 无                             | 有                    | 有         | 无      | 有                    | 无      |
| 形式区分                                                                                       | 0××Tc1                         | 0××M1                 | 0××M3      | 0××T3   | 0××M2                 | 0××Tc2  |
| 形式区分                                                                                       | Tc                             | M                     | M1         | T       | M                     | Tc      |
| 动力单元                                                                                       | 单元1                          | 单元1                 | 单元3      | 单元3   | 单元2                 | 单元2   |
| 安装机器设备                                                                                   | BAT                            | MCM (L) ACM (R) BR CP | MCM (L) BR | —       | MCM (R) ACM (L) BR CP | BAT     |
| 车辆重量                                                                                       | 30.0 t                         | 35.0 t                | 35.0 t     | 28.0 t  | 35.0 t                | 30.0 t  |
| 额定载客量                                                                                     | 226 人                         | 244 人                | 244 人     | 244 人  | 244 人                | 226 人  |
| MCM：电机逆变器箱；ACM：辅助逆变器箱 BAT：辅助蓄电池装置；BR：制动电阻装置；CP：电动空气压缩机 |                                |                       |            |         |                       |         |

## 列车特点

### 外观与内装
列车采用整体承载内层筋板结构，车体材料以SUS301奥氏体不锈钢为主，外板采用符合欧洲EN 10088标准的EN1.4318材料，牵引梁和枕梁由高耐侯钢制成，车体整体具有强度刚度好、抗冲击性好、耐腐蚀、熔点高、外表无涂装、维护方便等优点。
- 一期列车的车头装饰有京港地铁标志和一条青色饰带，应急逃生门下方喷涂白色“北京”二字，车号标示于车头下方靠近排障器两端的位置，不易发现。
- 二期列车的车头无京港地铁标志，而是喷涂红色“北京”二字，车号标示于应急逃生门下方。
- 三期列车与一期列车相比，取消了京港地铁标志处的青色饰带，“北京”二字为红色，且字体略大。

每列车的两端都拥有紧急出口，并且每节车厢均设有紧急通风窗口。2019年起，部分车厢的座椅被拆除，并被改造为方便残障人士的多功能区域。

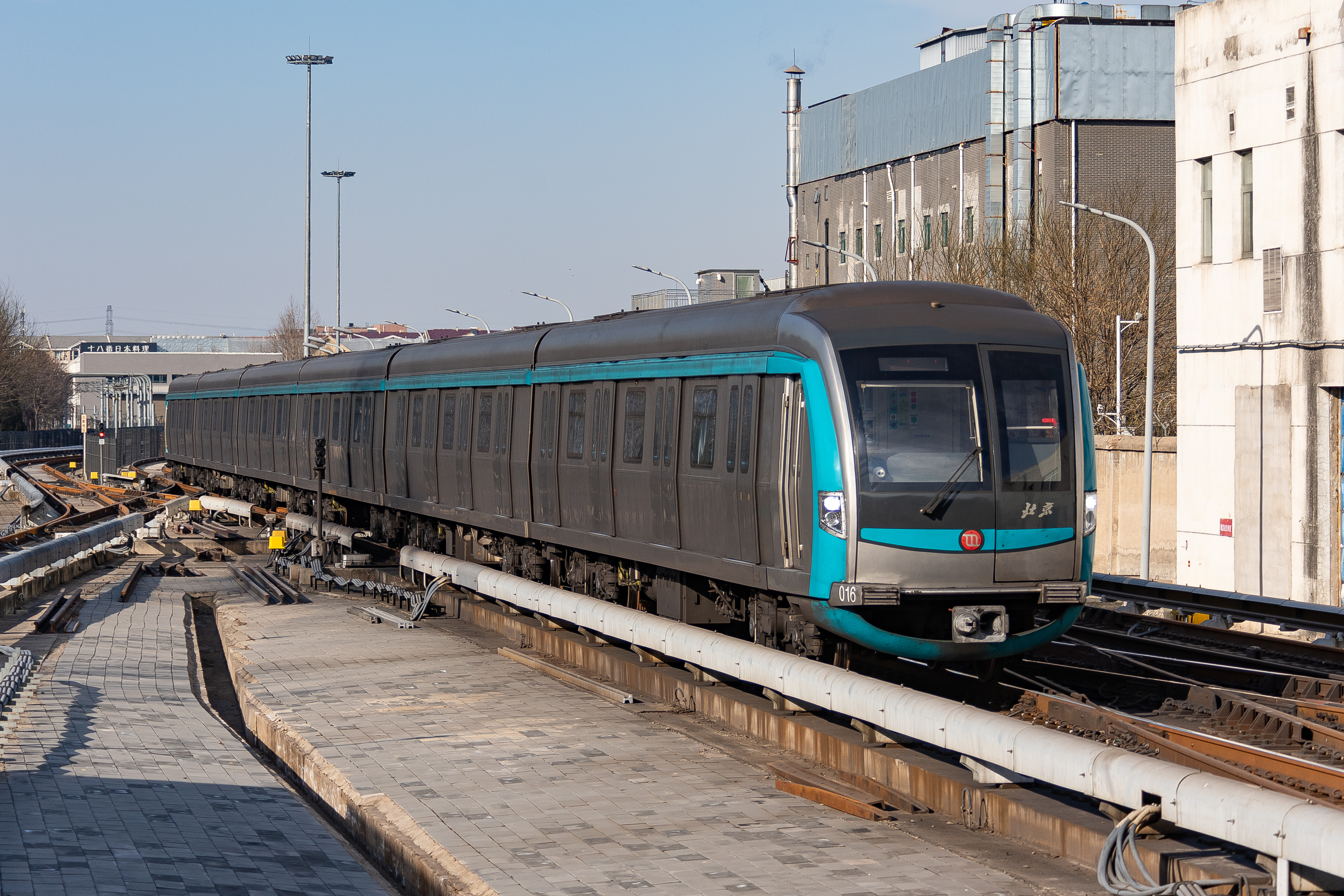
一期列车：4号线前期型 （001-040）
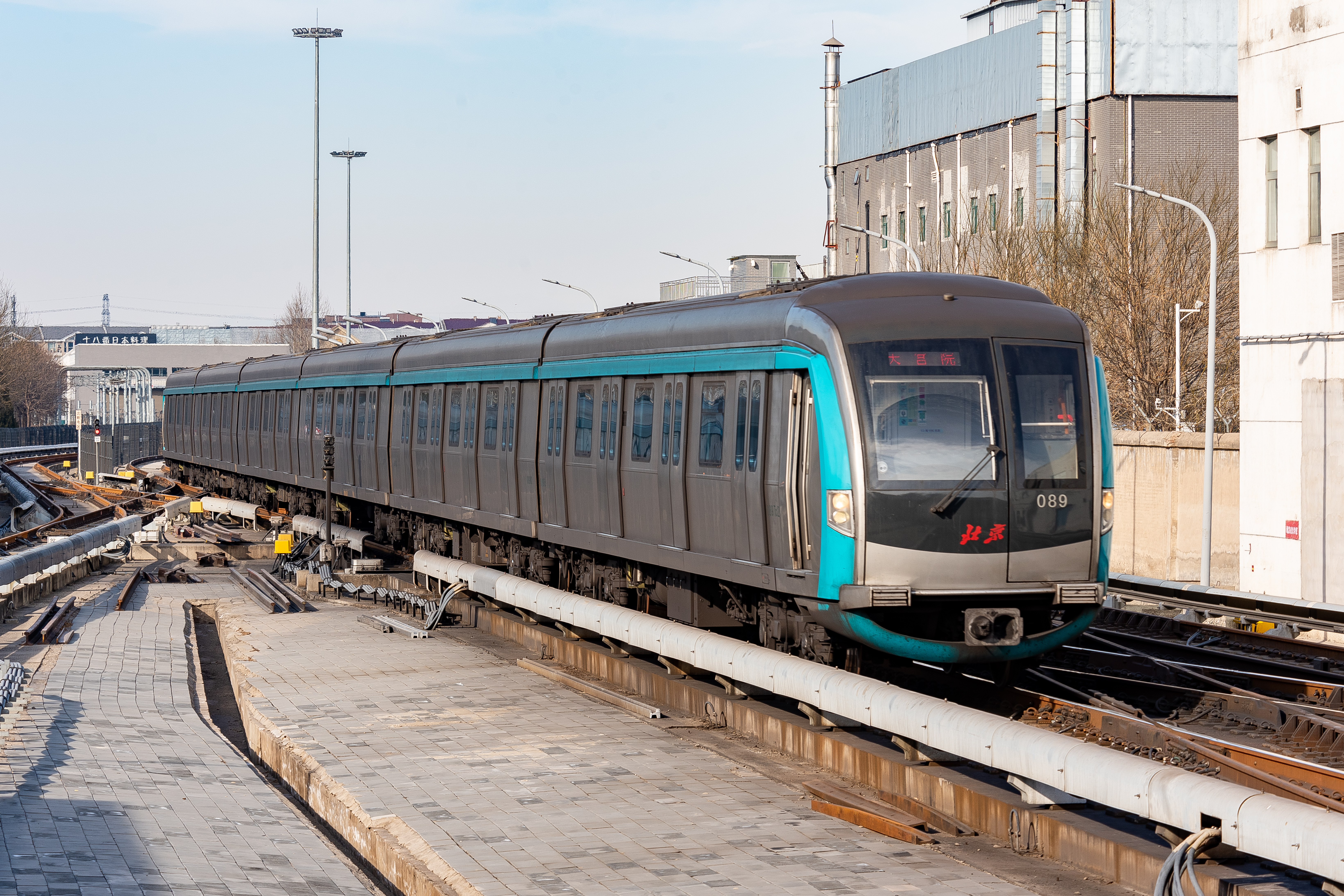
二期列车：大兴线用车 （061-093）
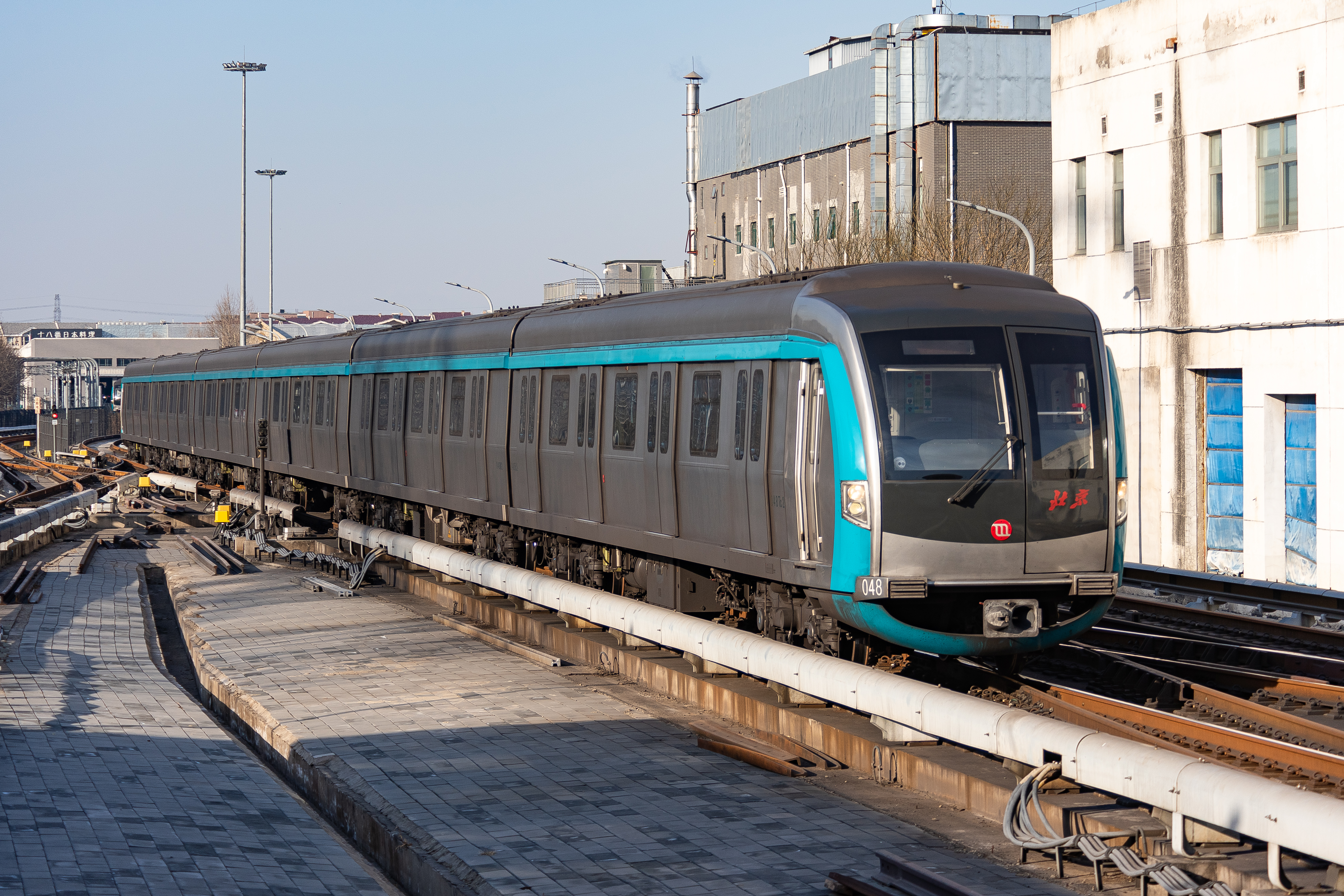
三期列车：4号线后期型 （041-053）
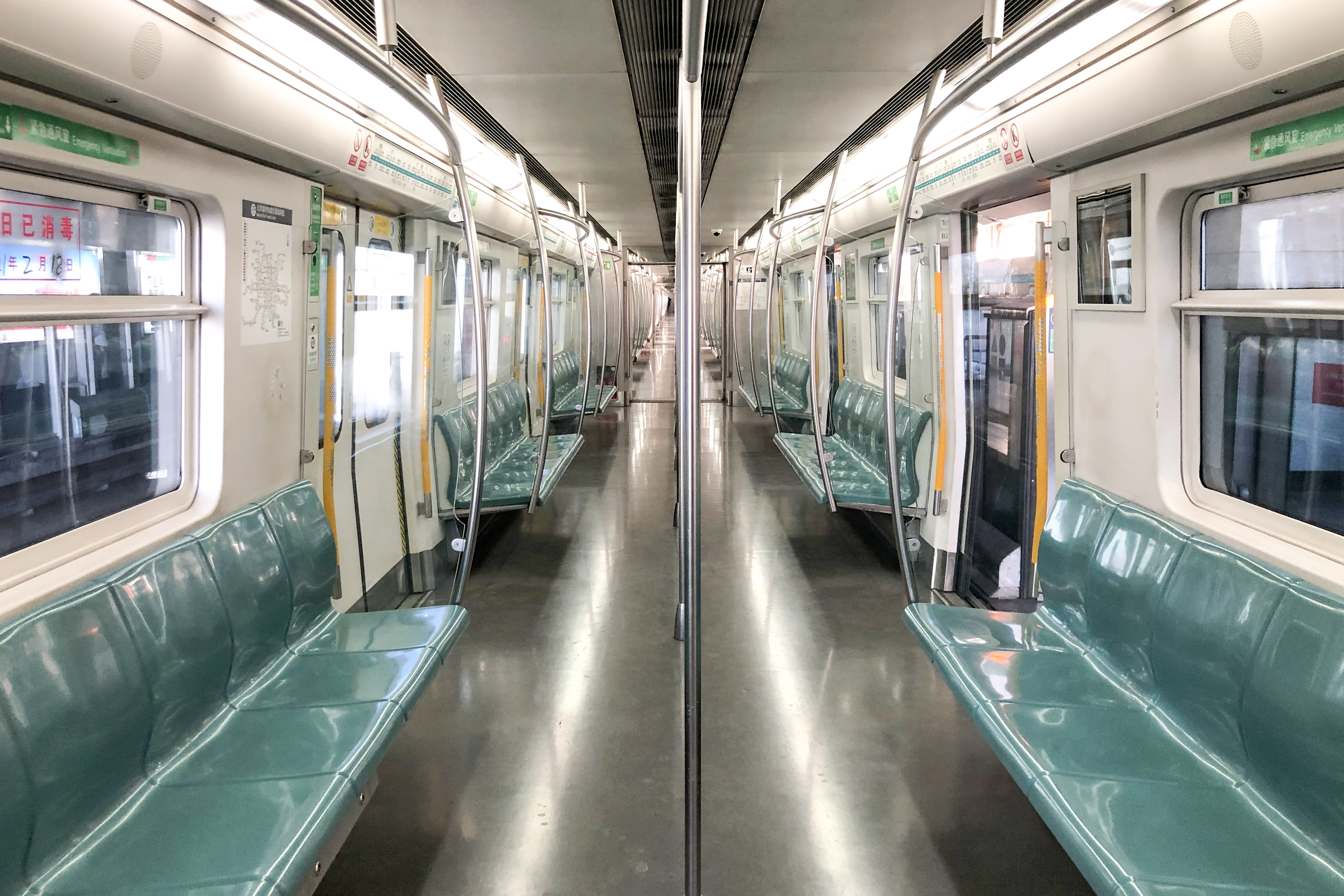
列车内部

### 车门系统
每节车厢共4对车门，均为双开电动电控外挂密闭门，每扇净宽1300 mm，净高1800 mm，实现了外挂门与密闭门的优势互补。
- 外挂密闭门既具有普通外挂门的可靠、操作简单等优点，又解决了普通外挂门密封不良的问题。
- 车门在关闭过程中，遇到直径 ≥10 mm 的障碍物时，关门动作即自动停止 , 最大限度地保障了乘客的安全。
- 车门采用螺杆锁螺母的LS制动器，可靠性高、噪声低、运动特性好，实现了车门“无锁而闭”的目标。

### 车钩与转向架
列车采用的SDB-80型转向架以轻量化、低横向刚度为特色，采用钢板焊接H型构架、迷宫式轴箱、双列圆柱滚子整体自密封轴承和整体辗钢轮，在保持良好运行性能的同时尽可能减小振动噪声。转向架的一系悬挂采用轴箱橡胶弹簧，减轻了车辆通过曲线时的横向力，从而改善了列车在曲线上的运行性能；二系悬挂采用无摇枕空气弹簧，以改善列车的乘坐舒适性。
列车的两端及单元之间设有半自动车钩，实现不同列车间的自动连挂，其余的节与节之间则设有半永久牵引杆，使整列车的各节车厢在运行时成为一个整体。

### 牵引及辅助系统
列车的牵引及辅助供电系统由庞巴迪运输提供，除牵引电机采用自通风外，电机逆变器和辅助逆变器均采用强迫通风，因此极大减轻了设备重量。
- 牵引电机：型式为 MJC 220-1，额定功率 180 kW，额定电压 585 V，额定电流 223 A，额定转速 2,061 r/min，最高转速 4,095 r/min[1][6][7]。

- 高压箱：位于每节中间动车下方，内含充电回路、高速断路器、选择开关、电压继电器、电流接触器等，每列车三台高压箱中的一台具有扩展供电功能[16]。

- 电机逆变器箱：位于每节中间动车下方，内含电机逆变器模块、充电回路、线路滤波器、接地故障传感器等；每台电机逆变器箱的输出电压为 3AC 0~585 V，持续输出电流为 3AC 892 A，最大输出电流为 3AC 1320 A，以1C4M1群方式驱动其所在车厢的四台牵引电机[1][4][17]。

- 辅助逆变器箱：位于每列车的2车厢和5车厢下方，内含辅助逆变器模块、充电回路、过压保护电阻等；每台辅助逆变器箱的额定输出容量为 160 kVA，将线网的直流高压转换为 3AC 380 V 的交流低压和 DC 110 V 的直流低压，为列车的空调、蓄电池、空气压缩机等设备供电[1][4][18][19]。

列车摒弃了传统的高压母线重联供电模式，使用备用制动供电模式进行能量回收。当列车通过断电区时，若检测到无外部电源供电，列车智能管理系统会通知车辆牵引系统进入轻微制动模式，通过制动将列车的部分动能转化为电能为列车供电。此方案在减少了母线配线和控制设备的同时，增加了列车可以承受的断电区长度。
列车还采用了蓄电池供电牵引技术，每节先头车下方各安装一套碱性镍镉蓄电池组，每套蓄电池组由39个容量180 Ah的蓄电池单元构成，两套蓄电池组可保证列车在供电中断时仍能继续运行1 km以上。

### 制动系统
列车采用克诺尔集团制 EP2002 模拟式电空制动系统，由 VV120 空气压缩机及其配套电机、双塔干燥器、总风缸及制动风缸、网关阀、智能阀、辅助控制板等组成，具有再生制动和故障检测功能，且系统内组件的尺寸和重量相较于传统方案均有所减小，便于安装和维修。
不过由于控制软件的问题，列车在启动、制动时可能会出现突然抖动的状况。

### 空调系统
列车采用由广州中车轨道交通空调装备提供的空调系统（以 R407C 为制冷剂）。每节车厢的车顶两端各安装一台制冷量29 kW、通风量4000 m3/h的 DL29 系列空调机组，其中一期列车使用的 DL29E 和二期列车使用的 DL29H 的差异如下：
| 空调机组 | 空调机组 | 空调机组 | 空调机组     | 空调使用的压缩机 | 空调使用的压缩机 |
| 型式     | 重量     | 输入功率 | 制冷剂注入量 | 制造商           | 型式             |
| -------- | -------- | -------- | ------------ | ---------------- | ---------------- |
| DL29E    | 640 kg   | 约 15 kW | 2×4 kg       | 日本三菱         | ZEN100YZA-C      |
| DL29H    | 598 kg   | 约 14 kW | 2×3.8 kg     | 美国谷轮         | ZRH72KJE-TFD-650 |

空调系统充分利用列车控制网络的优势，依托先进的网络操作平台，简化了司机操纵台和列车布线的设计，促进了系统的集成化；当控制网络出现故障时，空调系统仍可通过司机的简单操作，按照某一功能方式正常运行，确保了列车的舒适性。

### 乘客信息系统
- 每节车厢设有8块LED闪灯图，显示列车的运行方向、下一站、换乘站及线路、终点站等信息[26]。
- 每节车厢设有紧急报警通话装置，方便乘客在紧急情况下与司机通话[26]。
- 列车的广播系统可根据车厢背景噪声大小进行自动、连续的音量调节，保证客室扬声器的输出音量始终高于客室背景噪声5~10 dB，且任何时候都小于95 dB[26]。
- 车门附近设有LCD显示器，显示当前日期及时间、列车运行方向和下一站，并播放本地视频节目[26]。

## 事故
- 2010年3月23日21时23分，一列SFM05型列车在动物园站因制动系统故障而延迟发车，至21时38分才将故障排除[27]。
- 2011年9月15日7时41分，一列SFM05型列车由于车载信号出现不稳定情况，列车转换为人工驾驶模式后运行至侧线退出服务，导致后续部分列车的运行速度受到影响[28]。
- 2013年1月19日6时57分，一列SFM05型列车出现受流器接地及拉弧现象，导致出现大量烟雾，在约半小时后故障排除[29]。
- 2014年5月3日10时左右，SFM05型列车的011号车组在马家堡车辆段调试时，因制动系统失效，冲进马家楼桥东侧与草桥东路交叉路口的绿地，所幸未造成人员伤亡[30][31]。
- 2015年10月26日18时30分，SFM05型列车的072号车组在角门西站至公益西桥站区间临时停车时，有乘客触动紧急报警装置，导致列车在多种运行模式下无法重新启动[32]；072号车组于19时13分在公益西桥站清客完毕[33]，被046号车组推进至新宫站侧线，公益西桥站的滞留乘客改由071号车组载乘[32]。该事故导致当晚4号线的四十多趟车次出现不同程度的晚点现象，最大晚点达到近一小时[32]。
- 2017年4月19日6时45分，SFM05型列车的046号车组在清源路站至黄村火车站区间突发故障，至8时03分才将故障排除[34]，期间列车的运行间隔加大，义和庄站至天宫院站间采取单线双向运行模式[35]。
- 2018年11月8日8时27分，一列SFM05型列车在陶然亭站至菜市口站区间发生车载设备故障，于8时31分在菜市口站清客退出运营[36]。
- 2019年9月9日14时16分，一列SFM05型列车在北宫门站至西苑站区间突发故障，导致后续列车的运行间隔加大，故障列车在14时30分退出运营正线[37]。